# Semiarundinaria shapoensis
Semiarundinaria shapoensis är en gräsart som beskrevs av Mcclure. Semiarundinaria shapoensis ingår i släktet Semiarundinaria och familjen gräs. Inga underarter finns listade i Catalogue of Life.